# أليف الثلج

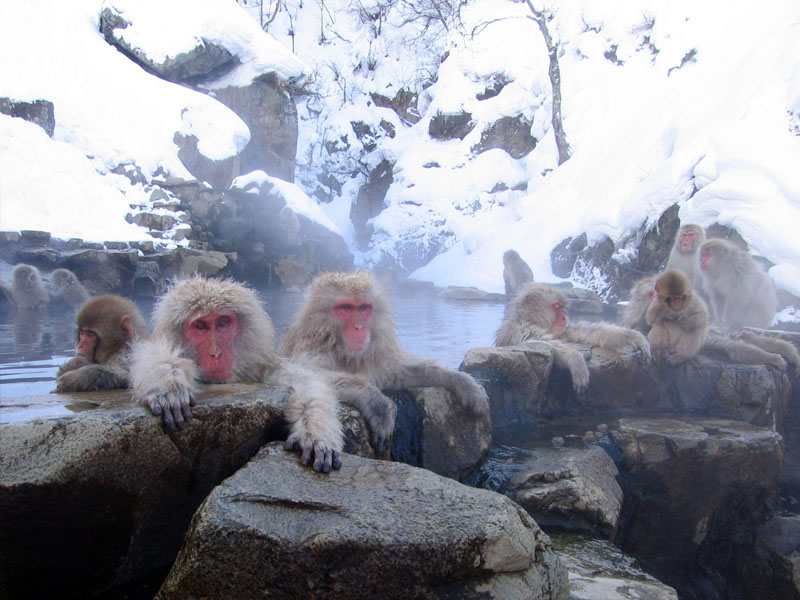
المكاك الياباني يمكنه البقاء على قيد الحياة في درجات الحرارة الباردة من دون -15 درجة مئوية (5 °F)، وهي واحدة من عدد قليل جداً من الرئيسيات التي يمكن أن تفعل ذلك.

أليف الثلج أو محب الثلج (بالإنجليزية: chionophile)‏ هي صفة تطلق على أي من المتعضيات (حيوانات، نباتات، فطريات ألخ..) التي تعيش وتتكاثر في مناخات الثلج والصقيع (من الكلمة اليونانية chion وتعني «الثلج»، وphile وتعني «محب»). هذه الحيوانات لديها تكيف خاص يساعدهم على البقاء على قيد الحياة أقسى فصول الشتاء.

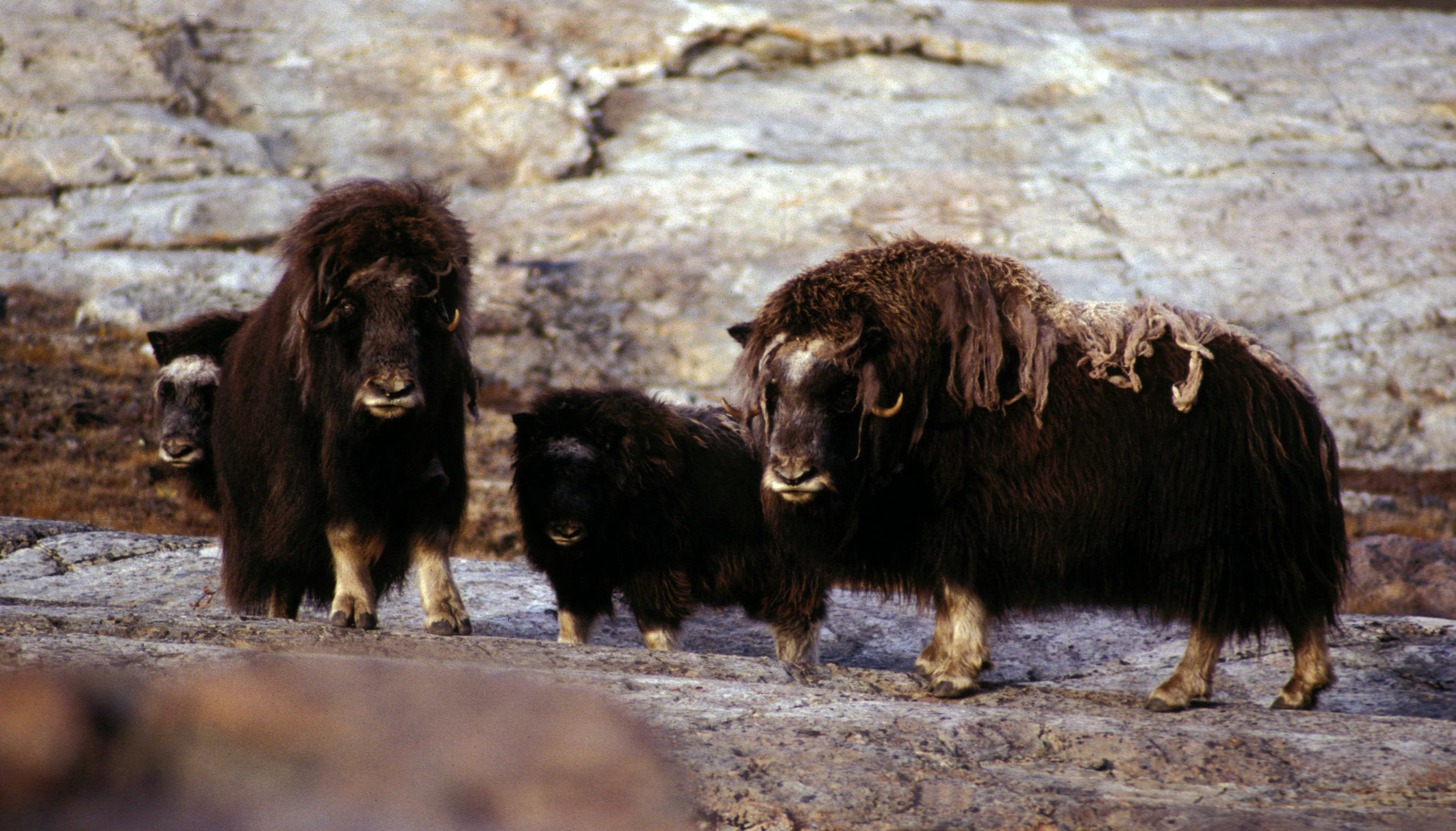
ثيران المسك ازدهرت خلال العصر الجليدي قبل 10,000 سنة، ولكن بعد أن أرتفعت حرارة الأرض وبدأ الجليد بالإنحسار اضطرت إما إلى الهجرة شمالًا إلى البيئات الباردة أو أن تنقرض كما كان مصير الماموث الصوفي.

## المناطق القطبية

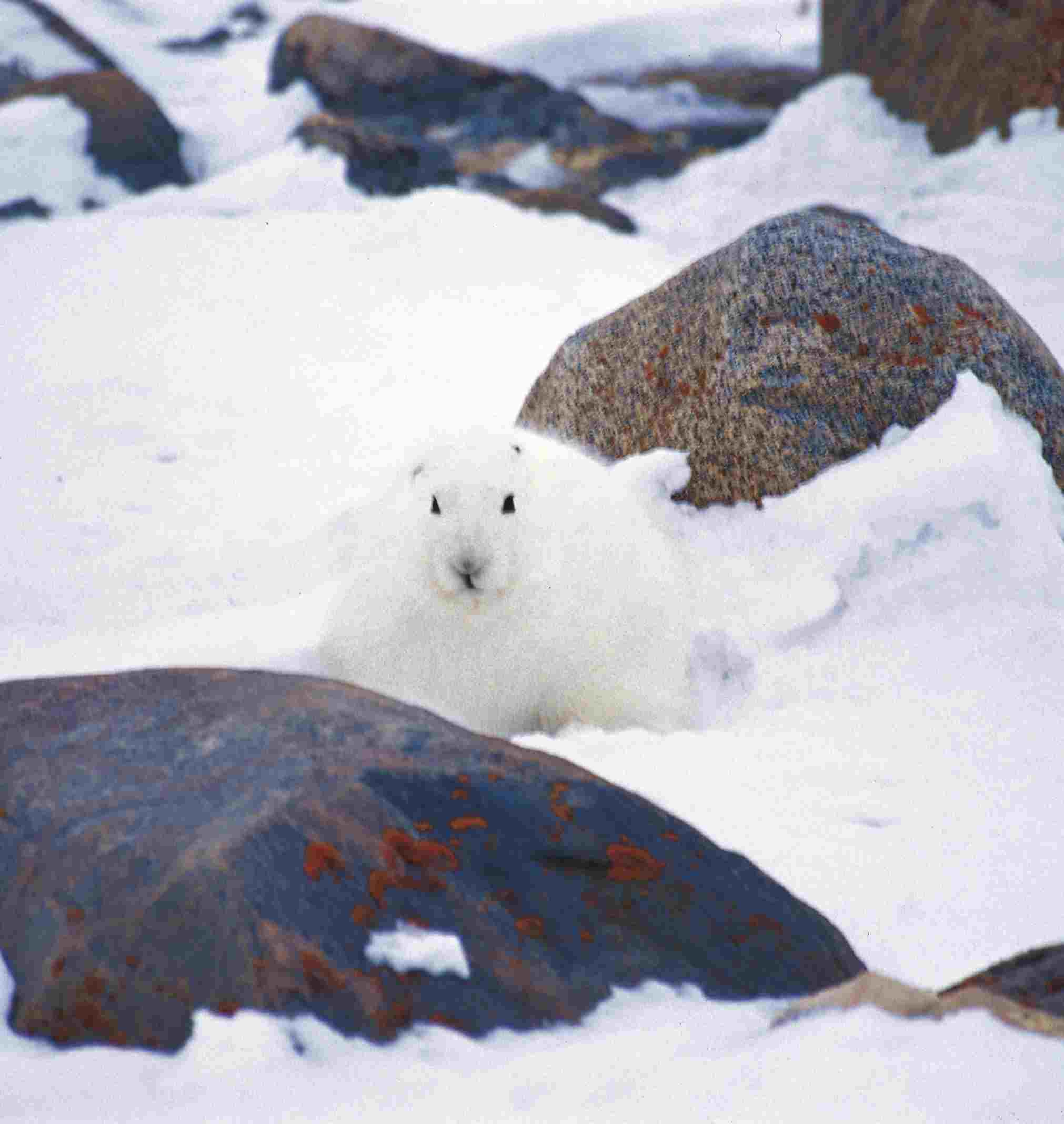
الأرنب الثلجي (حديقة وابوسك الوطنية، مانيتوبا، كندا)

### القطب الشمالي
الحيوانات مثل الرنة والأرنب القطبي والسناجب البرية القطبي والبوم الثلجي والبفن وبجعة التندرا وأوزة الثلج والعيدر الستيلري وترمجان الصفصاف تستطيع البقاء على قيد الحياة كل شتاء القطب الشمالي القاسي بسهولة تامة وبعضها مثل ترمجان الصفصاف لا توجد إلا في منطقة القطب الشمالي.

### القطب الجنوبي
تصل البرودة في القطب الجنوبي إلى مستويات أقل من تلك في القطب الشمالي ونتيجة لذلك يمكن لعدد قليل من المتعضيات البقاء على قيد الحياة في البر الرئيسى من القارة القطبية الجنوبية، وتلك التي تستطيع العيش معظمهم يعيشون بالقرب من الساحل. العدد القليل من الحيوانات التي تعيش على البر هي من الطيور مثل الخرشنة القطبية الجنوبية والقطرس رمادي الرأس والغاق الإمبراطوري ومغمد المنقار الثلجي والساكن الأكثر شهرة في القارة القطبية الجنوبية وهو طيور البطريق. تساعد البيئة القاسية بردع الحيوانات المفترسة والحيوانات القليلة المفترسة التي تجوب في البر الرئيسي هي كركر القطب الجنوبي والنوء الجنوبي العملاقوهي تتخذ الفرائس أساساً من الدجاجيات. تتواجد معظم الحيوانات المفترسة في القطب الجنوبي ضمن المياه القطبية، بما في ذلك الحوت القاتل والفقمة النمرية.